# Prepotelus
Prepotelus es un género de arañas cangrejo de la familia Thomisidae. Fue descrito por el aracnólogo francés Eugène Simon en 1898.

## Especies
- Prepotelus curtus Ledoux, 2004
- Prepotelus lanceolatus Simon, 1898
- Prepotelus limbatus (Simon, 1898)
- Prepotelus pectinitarsis (Simon, 1898)